# 見丁帳
見丁帳（けんていちょう）とは、古代律令制の下で作成された公文書の一つ。調庸の徴収と丁男の掌握を目的としたものである。六年見丁帳ともいう。

## 概要
とあるのが、史料における初見である。
内容・書式ともに未詳であるが、戸籍の六年一造の制と関連があり、造籍年と次の造籍年との間の見丁（現に課役をおさめる丁）の変更を列記した帳簿と推定される。大計帳が1年間の変動を、四季帳が1年の四季の変動を記すのに対し、直前の戸籍を基準とした変動を記したものと推測される。のちの主計寮式などにみられる大帳の勘会方式とは異なった課丁の掌握方式がとられていたようである。